# 644 Cosima
644 Cosima este un asteroid din centura principală, descoperit pe 7 septembrie 1907, de August Kopff.